# NGC 4044
NGC 4044 ist eine elliptische Radiogalaxie vom Hubble-Typ E1 im Sternbild Jungfrau am Nordsternhimmel. Sie ist schätzungsweise 269 Millionen Lichtjahre von der Milchstraße entfernt und hat einen Durchmesser von etwa 95.000 Lichtjahren. 

Im selben Himmelsareal befindet sich die Galaxie IC 753.
Das Objekt wurde am 1. Januar 1786 von Wilhelm Herschel entdeckt.